# A Pau Casals
A Pau Casals es un conjunto escultórico situado en la Avenida Pau Casals de Barcelona, en el distrito de Sarrià-Sant Gervasi. Fue creado en 1982 con un proyecto de los arquitectos Miquel Espinet, Antoni Ubach y Ramon Maria Puig Andreu, y consta de dos obras escultóricas de Josep Viladomat (original de 1940) y Apel·les Fenosa (de 1976). El conjunto está dedicado al compositor y violoncelista Pau Casals (El Vendrell, 1876 – San Juan de Puerto Rico, 1973).

## Historia y descripción

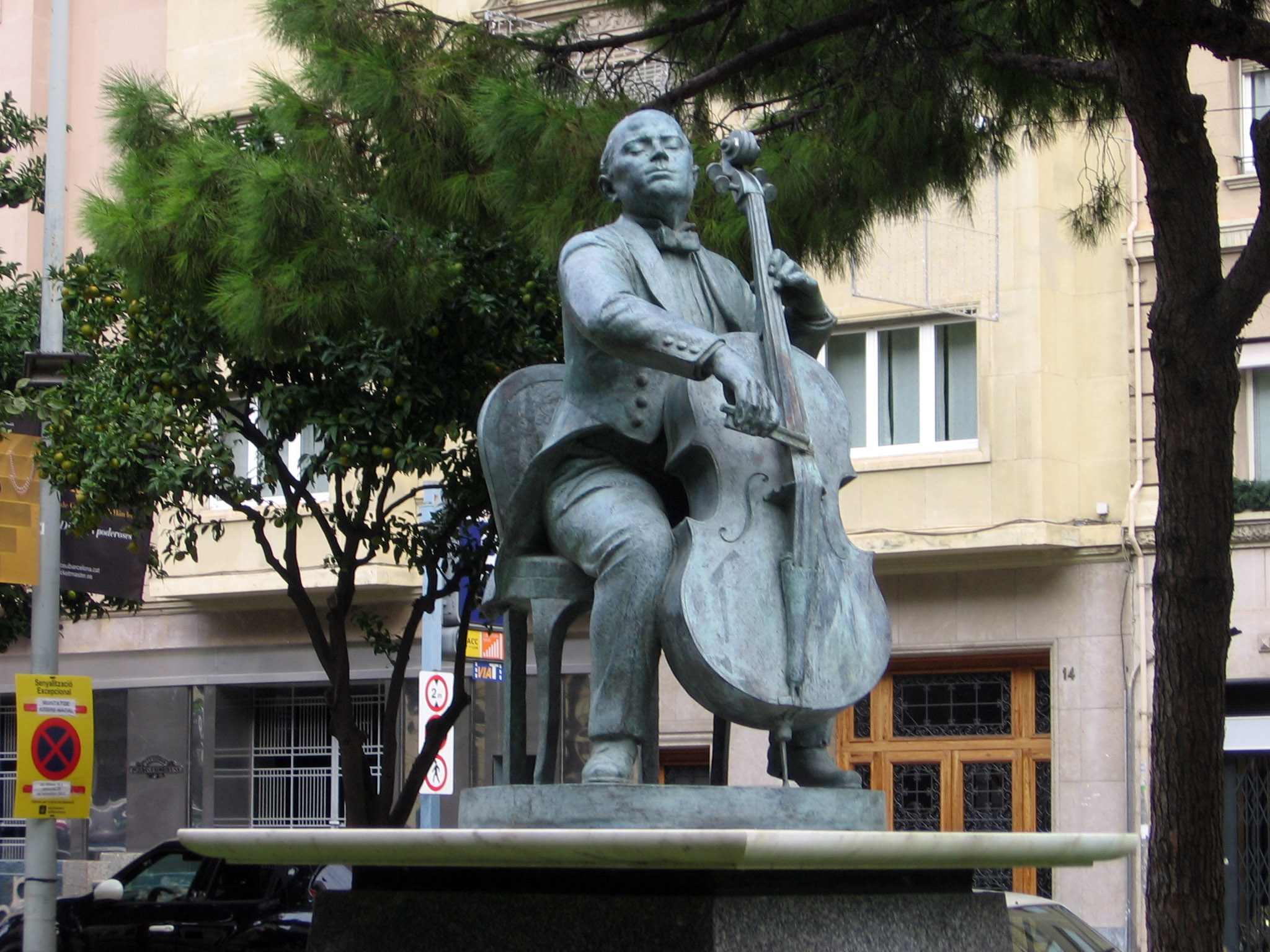
Estatua de Josep Viladomat.

La idea de emplazar un monumento dedicado al músico surgió con la llegada de la democracia, cuando el alcalde José María Socías decidió volver a denominar la avenida dedicada en 1934 al violoncelista a su nombre original, ya que durante la dictadura franquista había sido rebautizada como avenida del General Goded. Esta avenida se encuentra en San Gervasio, entre la avenida Diagonal y el Turó Park. Se decidió la instalación de dos obras, una de nuevo cuño hecha por Apel·les Fenosa, y otra elaborada por Josep Viladomat en 1940. Estas obras se situaron en medio de un estanque rodeado por una reja semicircular, justo en la entrada del Turó Park. Al lado de la estatua del músico se plantó un algarrobo. El conjunto fue inaugurado el 6 de junio de 1982, con la asistencia del presidente de la Generalidad, Jordi Pujol, el alcalde de Barcelona, Narcís Serra, los escultores Viladomat y Fenosa, y la viuda y el hermano de Casals. Lamentablemente, la colocación de la estatua a ras de tierra favoreció que fuese un blanco fácil para el vandalismo —tuvo que ser reparada en cinco ocasiones entre 1982 y 1986—, por lo que finalmente se tuvo que situar sobre un pedestal, razón por la cual se sacó de su emplazamiento original y se trasladó dos calles más abajo siguiendo la avenida, donde fue colocada en medio de un parterre de césped.
La estatua de Viladomat es original de 1940, fecha en que el escultor hizo un retrato de Casals mientras ensayaba con su instrumento, en la localidad de Prada de Conflent, justo después de iniciar el músico su exilio. Una copia de esta obra está situada en el Museo Pau Casals de El Vendrell. Es una obra realista, que muestra al músico sentado, tocando el violoncelo, con una expresión de concentración, con los ojos cerrados. Actualmente le falta el arco del violoncelo, desaparecido en un acto vandálico.
En cuanto a la obra de Fenosa, consiste en un gran lienzo de siete metros de alto que supone una alegoría de la música, en forma de teja romana que finaliza en su parte superior en unas llamas. Una cara es cóncava, dedicada a la música, simbolizada por unos bustos de ángeles que tocan trompetas y violines; la otra es convexa, y está dedicada a la gloria, transcrita en forma de versos con un poema de Salvador Espriu dedicado al músico. Tanto esta obra como la anterior fueron hechas en la Fundición Ramon Vilà, de Valls.